# Любимовка (Костромская область)
Любимовка — поселок в Макарьевском районе Костромской области. Входит в состав Горчухинского сельского поселения.

## География
Находится в юго-восточной части Костромской области на расстоянии приблизительно 34 км на юг-юго-запад по прямой от районного центра города Макарьев на левом берегу реки Чёрный Лух.

## История
Основан в 1947 году. На этом месте первый дом кордона в заводи Дорогиня построен был в 1937 году. Долгие годы в нём находилась контора Чернолуховского лесничества. В поселке также работал «Чернолуховский опытный лесхоз».

## Население
Постоянное население составляло 462 человека в 2002 году (русские 99 %), 279 в 2022.
| 2008 | 2010 | 2014 | 2024 |
| ---- | ---- | ---- | ---- |
| 437  | ↘384 | ↘316 | ↘261 |